# Ferrari 212 Export
La 212 Export fu un'autovettura presentata nel 1951 al salone di Ginevra in sostituzione della 195 S. Questo modello, come si evince dal nome, voleva puntare a presentare la casa di Maranello verso i nuovi mercati esteri.

## Il contesto
Fu il primo modello della casa non completamente progettato dall'ingegnere Gioachino Colombo, dal momento che egli stesso aveva nel gennaio del 1951 abbandonato la Ferrari per contrasti interni con Aurelio Lampredi. Tuttavia, l'incessante lavoro sul 12 cilindri a V progettato da Colombo continuò aumentando l'alesaggio e arrivando a una cilindrata totale di 2562,51 cm³ (unitaria di poco più di 213, da qui il nome "212"), con una potenza di 150 CV a 6500 giri al minuto.
Oltre alle novità riguardanti il motore, ci furono anche molte innovazioni nel telaio, derivato dalla 166 MM, come i telai sperimentali denominati "Tuboscocca".

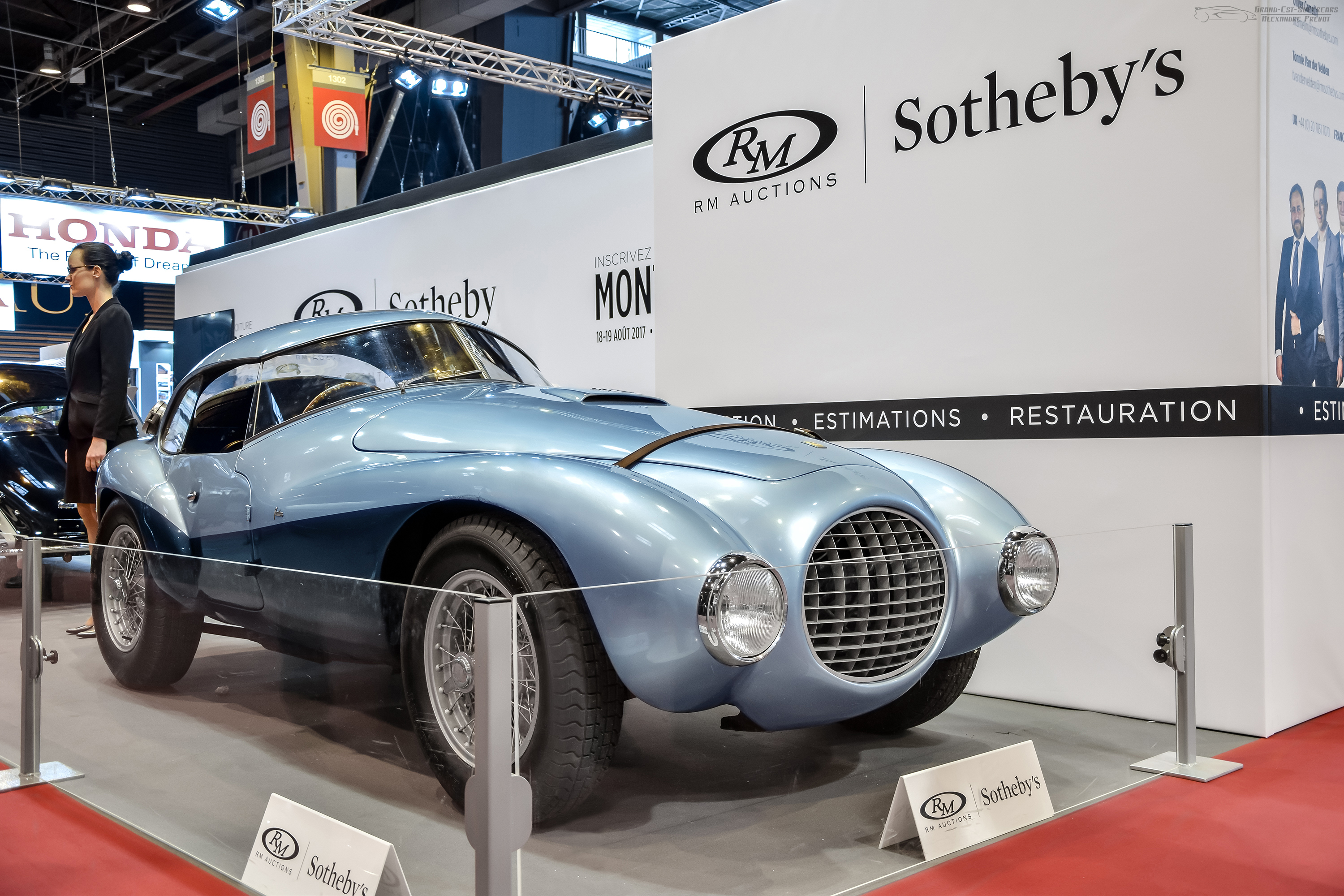
Ferrari 212 Export "Uovo"

Su questa granturismo ad alte prestazioni si cimentarono nel corso degli anni numerosi carrozzieri, da Vignale alla Touring, con le consuete berlinette e barchette, sino a Motto e Fontana, con interpretazioni al limite della stravaganza. La carrozzeria Fontana di Padova realizzò per i fratelli Marzotto, su progetto di Franco Reggiani, due particolari vetture Ferrari, una barchetta conosciuta come "Carretto Siciliano", con la quale la Scuderia Marzotto partecipò al Giro di Sicilia del 1951 aggiudicandosi il secondo posto, e una seconda vettura, una berlinetta estremamente aerodinamica, realizzata su telaio Ferrari 212 Export, denominata "Ferrari Uovo" per la griglia anteriore del radiatore di forma ovale, che partecipò a due edizioni della Mille Miglia nel 1952 e nel 1953.
Il conte Marzotto affermò al riguardo della stravaganza delle vetture da lui commissionate alla carrozzeria Fontana: "Quelle macchine erano forse brutte, ma erano molto più leggere e veloci delle altre Ferrari. Quando il Commendatore vide per la prima volta la Uovo, sbiancò in volto, muto, come se un malefico sortilegio avesse snaturato una sua creatura". Tuttavia la forma mai vista prima gli diede ragione, consentendogli di rimanere in testa alla Mille Miglia, fino al ritiro. Nel 1952 l'Uovo riapparve alla Mille Miglia con Guido Mancini - Adriano Ercolani, senza riuscire a classificarsi.